# 交城县
37°33′N 112°08′E / 37.55°N 112.14°E
交城县是中华人民共和国山西省吕梁市所辖的一个县。位於呂梁山東麓，太原盆地西緣，307國道經過。縣人民政府駐天寧鎮。总面积为1,822.11 平方公里。

## 歷史
縣境內發現有新石器時代瓦窯遺址、磁窯遺址。
隋開皇十六年（596年）置縣，因县治居汾孔河二河相交处，故名。
唐天授二年（691年）縣治由今太原古交移置今址。
明代隸屬太原府。
民国三十年（1941年）十一月划为交城、交西两县，民国三十三年（1944年）复并为交城县。
1949年9月隶属榆次专区，10月改属汾阳专区；1951年复属榆次专区。
1958年属晋中专区，同年9月，该县与文水、汾阳并为汾阳县
1959年9月复为交城县
1971年划属吕梁地区恢复交城县建制至今。

## 人口
根據第七次人口普查數據，截至2020年11月1日零時，交城縣常住人口226768人。

## 地理
西部为吕梁山脉，东部为太原盆地。

## 行政区划
交城县下辖6个镇、4个乡：
天宁镇、夏家营镇、西营镇、水峪贯镇、西社镇、庞泉沟镇、洪相乡、岭底乡、东坡底乡、会立乡和夏家营生态工业园区管委会。

## 交通
- 铁路：太中银铁路
- 公路： 青银高速、 京昆高速、 307国道

## 经济
交城縣的經濟以煤炭、焦化、建材等重工業為主，因此污染嚴重。2004年9月，山西省环保局將交城縣劃為全山西省第一個“循环经济建设试点县”，試圖減輕污染，發展循環經濟。 2006年9月，國家發改委宣佈在交城開設省級經濟開發區，即山西交城经济开发区。此開發區包括當地的夏家營和天寧鎮兩鎮，是原來2002年呂梁地委開設的“夏家营生态工业园区”的一部分，而後者本來就是交城縣的主要經濟區，其工業產值占全縣的70%以上。

## 风景名胜
- 全国重点文物保护单位：卦山天宁寺、玄中寺
- 山西省文物保护单位：瓦窑遗址、竖石佛村摩崖造像、古瓷窑址、永福寺
- 交城县文物保护单位
- 庞泉沟自然保护区
- 華陵

## 特产
- 交城骏枣
- 褐马鸡
- 玻璃咯嘣

## 名人
- 华国锋，原中國共產黨中央委员会主席、中華人民共和國國務院總理、中國共產黨中央军事委员会主席。
- 常芝青, 正部级, 中国报刊活动家，曾任《光明日报》社总编辑，第三届全国人大代表。